# Psychotria forsteriana
Psychotria forsteriana är en måreväxtart som beskrevs av Asa Gray. Psychotria forsteriana ingår i släktet Psychotria och familjen måreväxter. Inga underarter finns listade i Catalogue of Life.